# Kiszka

Das Adelswappen der Familie von Kiszka, Wappengemeinschaft Dąbrowa

Kiszka ist der Name eines polnisch-litauischen Hochadelsgeschlechts, das der Wappengemeinschaft Dąbrowa angehörte.
Die Kiszka waren ein altes litauisches Adelsgeschlecht ursprünglich masowscher Herkunft. Im 16. Jahrhundert standen sie im Zenit der Macht und stellten im Lauf der Zeit mehrere polnisch-litauische Bischöfe, Wojewoden und Hetmanen.
Die Familie derer von Kiszka starb mit Janusz Kiszka († 1653) im Mannesstamm aus.